# 栃木県道222号熊田喜連川線

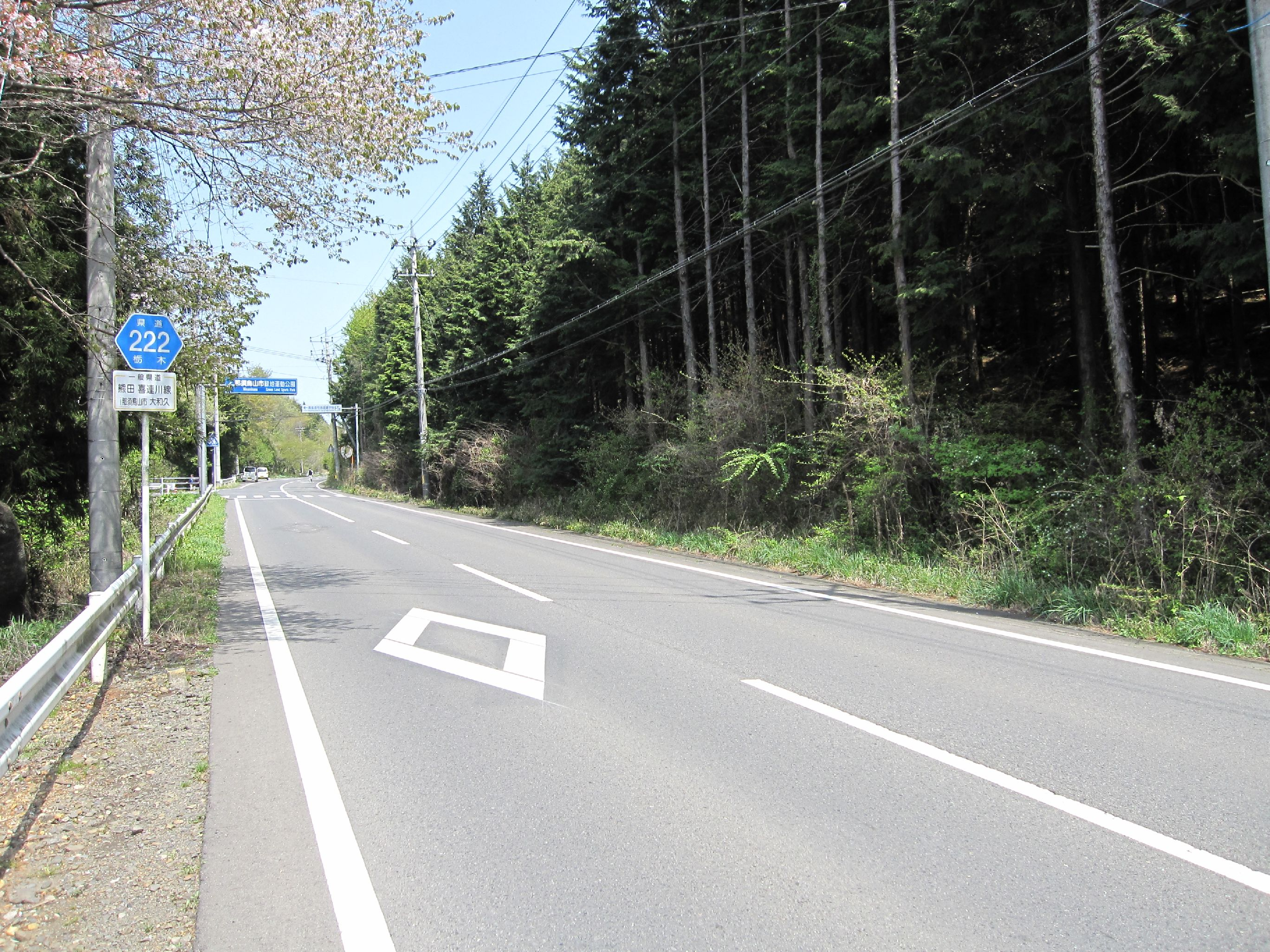
那須烏山市南大和久付近

栃木県道222号熊田喜連川線（とちぎけんどう222ごう くまだきつれがわせん）は、栃木県那須烏山市とさくら市を結ぶ一般県道である。

## 路線データ
- 距離：9.032km
- 起点：栃木県那須烏山市熊田（熊田交差点＝栃木県道25号那須烏山矢板線交点）
- 終点：栃木県さくら市喜連川（鍬柄坂下交差点＝国道293号交点）
- 認定：1961年（昭和36年）4月1日

## 交差する道路
- 栃木県道233号小川大金停車場線（那須烏山市熊田交差点から南大和久交差点まで重複）